# Šarlota Georgina Meklenbursko-Střelická
Šarlota Georgina Meklenbursko-Střelická (Šarlota Georgina Luisa Frederika; 17. listopadu 1769, Hannover – 14. května 1818, Hildburghausen) byla členkou rodu Meklenbursko-Střelických a narozením meklenbursko-střelická vévodkyně. Sňatkem s vévodou Fridrichem Sasko-Hildburghausenským (pozdějším vévodou sasko-altenburským) se pak stala sasko-hildburghausenskou vévodkyní.

## Rodina
Šarlota Georgina se narodila v Hannoveru, brunšvicko-lüneburském kurfiřtství jako nejstarší dítě budoucího vévody Karla II. Meklenbursko-Střelického a jeho první manželky Frederiky Hesensko-Darmstadtské.
Šarlota a její sestry, královna Luisa Pruská, královna Frederika Hannoverská a kněžna Tereza z Thurn-Taxisu, byly považovány za nejkrásnější ženy své doby. Německý spisovatel Jean Paul věnoval svůj román Titan „čtyřem krásným a urozeným sestrám na trůnu“.

## Život

### Dětství a mládí
Šarlota vyrůstala v Hannoveru, kde byl její otec guvernérem jménem svého švagra, britského krále Jiřího III., který žil v Londýně. Když bylo Šarlotě dvanáct let, zemřela jí matka a ona byla vychovávána matčinou sestrou Šarlotou, která se v roce 1784 provdala za jejího otce, a také Magdalenou z Wolzogenu. Její sestry mezitím vyrůstaly u jejich babičky, Marie Luisy Albertiny Leiningensko-Falkenbursko-Dagsburské, v Darmstadtu. Poté se už Šarlota přestěhovala do Hildurghausenu.

### Sasko-Hildburghausenská vévodkyně

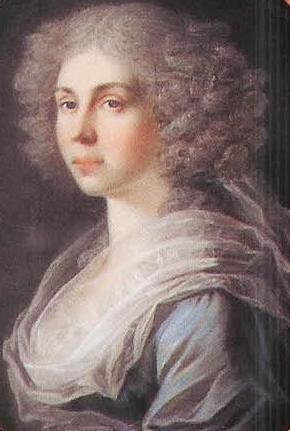
Vévodkyně Šarlota Sasko-Hildburghausenská (1769–1818), pastel Johanna Filipa Bacha, asi 1790

3. září 1785 se patnáctiletá Šarlota provdala za o šest let staršího vévodu Fridricha Sasko-Hildburghausenského, za něhož do roku 1787 vládl jako regent jeho praprastrýc Josef Sasko-Hildburghausenský. Manželství nebylo šťastné; Šarlota byla manželovi mentálně nadřazená a on ji začal brzy ignorovat. Manželé měli také finanční problémy; Sasko-Hildburghausensko bylo finančně zničeno politikou Fridrichových předchůdců a v roce 1806 bylo vévodství dáno do císařské nucené správy. Komisaři vévodovi a vévodkyni umožnili jen omezený civilní seznam (seznam osob, kterým vláda vyplácí peníze, obvykle za službu státu nebo jako čestné důchody).
Šarlotin otec i bratři ji v Hildburghausenu často navštěvovali. V roce 1787 se její otec přestěhoval do Hildburghausenu natrvalo a stal se prezidentem úvěrové komise. V roce 1792 prchla Šarlotina babička i s jejími sestrami před postupující francouzskou armádou z Darmstadtu do Hildburghausenu. Její babička si všimla, že Šarlotin manžel ...plní ze všech svých povinností s horlivostí pouze ty manželské. Šarlota, která tohoto muže nikdy nemilovala, je neustále těhotná. Rodina strávila v Hildburghausenu několik bezstarostných týdnů. V roce 1793 se Šarlotina babička vrátila z exilu a se Šarlotinými sestrami odcestovala do Frankfurtu nad Mohanem, kde se Luisa setkala se svým budoucím manželem, Fridrichem Vilémem.
Šarlota měla velmi důvěrný a milující vztah se svou sestrou Frederikou a příbuznými ve Strelitzu. V roce 1803 a 1805 navštívil Hildburghausen pruský královský pár. Při této příležitosti komisaři umožnili vévodskému páru obnovit část jejich nábytku. V roce 1806 navštívila Šarlota se sestrou Terezou sestru Luisu ve velitelství pruského krále Fridricha Viléma III. v Erfurtu, když vyhlašoval válku Napoleonovi. Luisa pomohla vyhlášení války navrhnout.
Christian Truchseß von Wetzhausen zu Bettenburg byl přítelem vévodského páru a kmotrem jejich syna Eduarda. Poté, co jej navštívila Šarlota s dcerou Terezou, která tou dobou byla korunní bavorskou princeznou, na zámku Bettenburg ve Franconii, napsal Fouquému: Naše bavorská korunní princezna a dědičná princezna z Weilburgu byly na návštěvě u své matky, vévodkyně z Hildburghausenu; a protože tyto milé dcery znám od dětství a vždy byly ke mně laskavé, pocítily nutkání navštívit starého Truchseßa na jeho zámku a společně s jejich bratrem Jiřím a dědičným princem z Weilburgu, statečným mužem od Waterloo, mě s opravdu jen malým doprovodem v neděli odpoledne navštívily. Na bavorskou korunní princeznu se přišlo podívat mnoho diváků. Když přijímal své hosty, pokoušel se Truchseß na svůj hrad uvést nejprve níže postavenou Šarlotu, ona to ale s odkazem na svou dceru odmítla. Truchseß však řekl: Vaše Výsost mi odpustí, ale co tento hrad stojí, měly matky vždy přednost před svými dcerami. Tereza se pak zavěsila za druhé baronovo rámě a všichni tři prošli branou společně.
Vévodkyně věnovala zhruba polovinu svého ročního příjmu chudým, penzistům, na vzdělání a učilištím pro nižší třídy. Po smrti sestry v roce 1815 nechala v městském parku v Hildburghausenu vztyčit Luisin pomník.

### Dvorní múza
Šarlota se zajímala o literaturu a horlivě u dvora propagovala umění. Uvolnila pravidla a etiketu a přivedla ke dvoru hudebníky, malíře a básníky, mezi nimi i spisovatele Jeana Paula, který přišel ke dvoru v květnu 1799. 25. května 1799 napsal svému příteli Ottovi: Jsem tu už týden a jsem docela slabý. Pro začátek si představte nebeskou vévodkyni s krásnýma očima podobnýma dětským, její tváří plnou lásky a přitažlivosti a mládí, hlasem jako slavík a srdcem matky. Milují mě a čtou mi. Žádají si mě odpoledne a večer. Včera jsem pro dvůr improvizoval hrou na klavír. Kromě toho je tu slušná farnost bratrů a sester a já mohu být Zinzendorfem. 27. října 1799 Ottovi znovu píše: Předem jsem věděl, že dvůr zůstane na jejich loveckém zámečku v Seidingstadtu; dnes jsem tam šel. Vévodkyně tam už byla, když jsem dorazil, a viděla mě již během několika minut od mého příjezdu. Kromě milenky neznám nic krásnějšího, než její sladkou postavu.
Šarlota dala prostému Jean Paulovi Friedrichovi Richterovi titul vyslance rady a zasnoubila spisovatele s jednou ze svých dvorních dam. Jeho zasnoubení s Caroline Feuchter von Feuchtersleben však bylo později zrušeno.
Za Šarloty se dvůr vyvinul v „malý Výmar“. K tomuto období odkazuje aktuální heslo města Hildburghausen, „Malá klasika“. Vedle Jeana Paula svědčili o mimořádném pěveckém talentu vévodkyně i další současníci. Dostala přezdívku „Singlotte“ a pověst jedné z největších zpěvaček své doby. V Hannoveru ji učil zpívat Ital jménem Giuliani a zpívala na koncertech u dvora a při bohoslužbách. Při Svatém týdnu, kdy bylo do kostela vpuštěno celé obyvatelstvo, pravidelně zpívala v hildburghausenském kostele „Smrt Ježíše“ od Carla Heinricha Grauna.

## Úmrtí

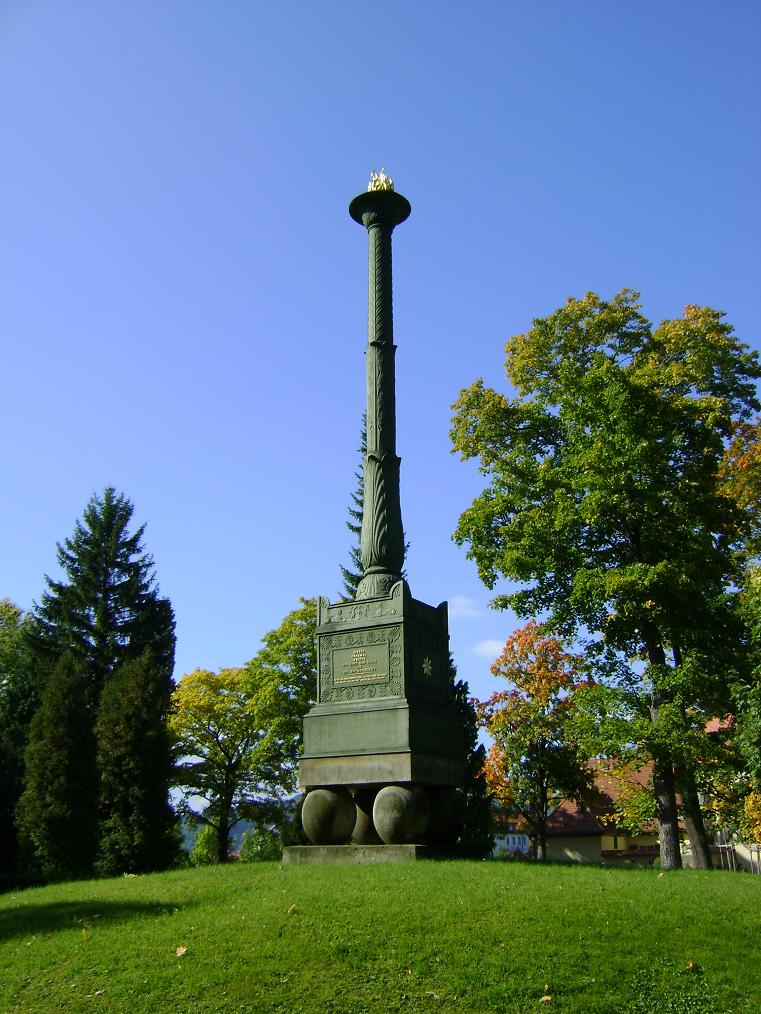
Šarlotin svícen na hildburghausenském hřbitově

Šarlota zemřela 14. května 1818 v Hildburghausenu po dlouhé nemoci. Její dcera Tereza hlásila své sestře Luise: Před osmi nebo deseti dny, během úzkostné noci, kdy se konec zdál blízko, se s námi všemi rozloučila a požehnala všem svým blízkým – to je to nejlepší, co může dobrá milující matka dát svým dětem. Té noci, když se s námi rozloučila tím nejdojemnějším způsobem, poklekla jsem vedle její postele a požádala ji o požehnání. Když její ruka spočívala na mé hlavě, mluvila jsem za nás všechny – a ona odpověděla. Všichni jsme z jejích drahých rukou dostali prsten. Když jsem se na něj podívala, můj záměr vždy žít život hodný mé matky rostl v mém srdci stále pevněji.
Šarlota rozhodla, že má být pohřbena na nově plánovaném hřbitově v Backsteinfeldu v Hildburghausenu. Prozatímně byla pohřbena v zámecké kapli a v roce 1819 byla pohřbena v Backsteinfeldu. Její hrobku navrhl Heim, dvorní tesař, a byla dokončena v roce 1824.

## Manželství a potomci
Šarlota se za vévodu Fridricha Sasko-Hildburghausenského (pozdějšího vévodu sasko-altenburského), nejmladšího potomka vévody Arnošta Fridricha III. a jeho třetí manželky Ernestiny Sasko-Výmarské, provdala 3. září 1785 v Hildburghausenu. Za dvaatřicet let manželství mu porodila dvanáct dětí:
- 1. Josef Jiří Karel Fridrich Sasko-Hildburghausenský (12. 6. 1786 Hildburghausen – 30. 7. 1786 tamtéž)[1][2]
- 2. Kateřina Šarlota Sasko-Hildburghausenská (17. 6. 1787 Hildburghausen – 12. 12. 1847 Bamberk)[3][4][5]
⚭ 1805 Pavel Württemberský (19. 1. 1785 Petrohrad – 16. 4. 1852 Paříž)[6][7][8]
- 3. Karolína Augusta Sasko-Hildburghausenská (*/† 29. 7. 1788 Hildburghausen)[9][10][11]
- 4. Josef Jiří Fridrich Arnošt Karel Sasko-Altenburský (27. 8. 1789 Hildburghausen – 25. 11. 1868 Altenburg), vévoda sasko-altenburský v letech 1834–1848[12][13][14]
⚭ 1817 Amálie Württemberská (28. 6. 1799 Wolany – 28. 11. 1848 Altenburg)[15][16][17]
- 5. Frederika Luisa Marie Karolína Augusta Kristýna Sasko-Hildburghausenská (18. 1. 1791 Hildburghausen – 25. 3. 1791 tamtéž)[18][19][20]
- 6. Tereza Šarlota Luisa Frederika Amálie Sasko-Hildburghausenská (8. 7. 1792 Hildburghausen  – 26. 10. 1854 Mnichov)[21][22][23]
⚭ 1810 Ludvík I. Bavorský (25. 8. 1786 Štrasburk – 29. 2. 1868 Nice), bavorský král od roku 1825 až do své smrti[24][25][26]
- 7. Šarlota Luisa Frederika Amálie Alexandrina Sasko-Hildburghausenská (28. 1. 1794 Hildburghausen – 6. 4. 1825 Biebrich)[27][28][29]
⚭ 1813 Vilém Nasavský (14. 6. 1792 Kirchheimbolanden – 20. 8. 1839 Bad Kissingen), vévoda nasavský od roku 1816 až do své smrti[30][31][32]
- 8. František Fridrich Karel Ludvík Jiří Jindřich Sasko-Hildburghausenský (13. 4. 1795 Hildburghausen – 28. 5. 1800 tamtéž)[33][34][35]
- 9. Jiří Karel Fridrich Sasko-Altenburský (24. 7. 1796 Hildburghausen – 3. 8. 1853 Hummelshain), sasko-altenburský vévoda[36][37][38]
⚭ 1825 Marie Luisa Meklenbursko-Zvěřínská (31. 3. 1803 Ludwigslust – 26. 10. 1862 Meiningen)[39][40][41]
- 10. Fridrich Vilém Karel Josef Ludvík Jiří Sasko-Hildburghausenský (4. 10. 1801 Hildburghausen – 1. 7. 1870 Altenburg)[42][43][44]
- 11. Maxmilián Karel Adolf Jindřich Sasko-Hildburghausenský (19. 2. 1803 Hildburghausen – 29. 3. 1803 tamtéž)[45][46][47]
- 12. Eduard Karel Vilém Kristián Sasko-Altenburský (3. 7. 1804 Hildburghausen – 16. 5. 1852 Mnichov)[48][49][50]
I. ⚭ 1835 Amalie von Hohenzollern-Sigmaringen (30. 4. 1815 Sigmaringen – 14. 1. 1841 tamtéž)[51][52]
II. ⚭ 1842 Luisa Karolína Reuss-Greiz (3. 12. 1822 Greiz – 28. 5. 1875 Ernstbrunn)[53][54][55]

## Tituly a oslovení
- 17. listopadu 1769 – 3. září 1785: Její nejjasnější Výsost vévodkyně Šarlota Georgina Meklenbursko-Střelická
- 3. září 1785 – 14. května 1818: Její Výsost vévodkyně sasko-hildburghausenská

## Vývod z předků
|                                         |                                                            |  |                                     |                                                  |  |  |  |  |  |  |  | Adolf Bedřich I. Meklenbursko-Střelický |
|                                         |                                                            |  |                                     |                                                  |  |  |  |  |  |  |  |                                         |
|                                         | Adolf Fridrich II. Meklenbursko-Střelický                  |  |                                     |                                                  |  |  |  |  |  |  |  |                                         |
|                                         |                                                            |  |                                     |                                                  |  |  |  |  |  |  |  |                                         |
|                                         |                                                            |  |                                     | Marie Kateřina Brunšvicko-Dannenberská           |  |  |  |  |  |  |  |                                         |
|                                         |                                                            |  |                                     |                                                  |  |  |  |  |  |  |  |                                         |
|                                         | Karel Ludvík Fridrich Meklenbursko-Střelický               |  |                                     |                                                  |  |  |  |  |  |  |  |                                         |
|                                         |                                                            |  |                                     |                                                  |  |  |  |  |  |  |  |                                         |
|                                         |                                                            |  |                                     | Kristián Vilém I. Schwarzbursko-Sondershausenský |  |  |  |  |  |  |  |                                         |
|                                         |                                                            |  |                                     |                                                  |  |  |  |  |  |  |  |                                         |
|                                         | Kristýna Emílie Schwarzbursko-Sondershausenská             |  |                                     |                                                  |  |  |  |  |  |  |  |                                         |
|                                         |                                                            |  |                                     |                                                  |  |  |  |  |  |  |  |                                         |
|                                         |                                                            |  |                                     | Antonie Sibyla z Barby-Muhlingenu                |  |  |  |  |  |  |  |                                         |
|                                         |                                                            |  |                                     |                                                  |  |  |  |  |  |  |  |                                         |
|                                         | Karel II. Meklenbursko-Střelický                           |  |                                     |                                                  |  |  |  |  |  |  |  |                                         |
|                                         |                                                            |  |                                     |                                                  |  |  |  |  |  |  |  |                                         |
|                                         |                                                            |  |                                     | Arnošt Sasko-HIldburghausenský                   |  |  |  |  |  |  |  |                                         |
|                                         |                                                            |  |                                     |                                                  |  |  |  |  |  |  |  |                                         |
|                                         | Arnošt Fridrich I. Sasko-Hildburghausenský                 |  |                                     |                                                  |  |  |  |  |  |  |  |                                         |
|                                         |                                                            |  |                                     |                                                  |  |  |  |  |  |  |  |                                         |
|                                         |                                                            |  |                                     | Žofie Henrieta Waldecká                          |  |  |  |  |  |  |  |                                         |
|                                         |                                                            |  |                                     |                                                  |  |  |  |  |  |  |  |                                         |
|                                         | Alžběta Sasko-Hildburghausenská                            |  |                                     |                                                  |  |  |  |  |  |  |  |                                         |
|                                         |                                                            |  |                                     |                                                  |  |  |  |  |  |  |  |                                         |
|                                         |                                                            |  |                                     | Jiří Ludvík I. z Erbachu                         |  |  |  |  |  |  |  |                                         |
|                                         |                                                            |  |                                     |                                                  |  |  |  |  |  |  |  |                                         |
|                                         | Žofie Albertina z Erbachu                                  |  |                                     |                                                  |  |  |  |  |  |  |  |                                         |
|                                         |                                                            |  |                                     |                                                  |  |  |  |  |  |  |  |                                         |
|                                         |                                                            |  |                                     | Amálie Kateřina Waldecká                         |  |  |  |  |  |  |  |                                         |
|                                         |                                                            |  |                                     |                                                  |  |  |  |  |  |  |  |                                         |
| Šarlota Georgina Meklenbursko-Střelická |                                                            |  |                                     |                                                  |  |  |  |  |  |  |  |                                         |
|                                         |                                                            |  |                                     |                                                  |  |  |  |  |  |  |  |                                         |
|                                         |                                                            |  | Arnošt Ludvík Hesensko-Darmstadtský |                                                  |  |  |  |  |  |  |  |                                         |
|                                         |                                                            |  |                                     |                                                  |  |  |  |  |  |  |  |                                         |
|                                         | Ludvík VIII. Hesensko-Darmstadtský                         |  |                                     |                                                  |  |  |  |  |  |  |  |                                         |
|                                         |                                                            |  |                                     |                                                  |  |  |  |  |  |  |  |                                         |
|                                         |                                                            |  |                                     | Dorotea Šarlota Braniborsko-Ansbašská            |  |  |  |  |  |  |  |                                         |
|                                         |                                                            |  |                                     |                                                  |  |  |  |  |  |  |  |                                         |
|                                         | Jiří Vilém Hesensko-Darmstadtský                           |  |                                     |                                                  |  |  |  |  |  |  |  |                                         |
|                                         |                                                            |  |                                     |                                                  |  |  |  |  |  |  |  |                                         |
|                                         |                                                            |  |                                     | Johan Reinhard III. z Hanau-Lichtenbergu         |  |  |  |  |  |  |  |                                         |
|                                         |                                                            |  |                                     |                                                  |  |  |  |  |  |  |  |                                         |
|                                         | Šarlota z Hanau-Lichtenbergu                               |  |                                     |                                                  |  |  |  |  |  |  |  |                                         |
|                                         |                                                            |  |                                     |                                                  |  |  |  |  |  |  |  |                                         |
|                                         |                                                            |  |                                     | Dorotea Frederika Braniborsko-Ansbašská          |  |  |  |  |  |  |  |                                         |
|                                         |                                                            |  |                                     |                                                  |  |  |  |  |  |  |  |                                         |
|                                         | Frederika Hesensko-Darmstadtská                            |  |                                     |                                                  |  |  |  |  |  |  |  |                                         |
|                                         |                                                            |  |                                     |                                                  |  |  |  |  |  |  |  |                                         |
|                                         |                                                            |  |                                     | Johan Leiningensko-Dagsbursko-Falkenburský       |  |  |  |  |  |  |  |                                         |
|                                         |                                                            |  |                                     |                                                  |  |  |  |  |  |  |  |                                         |
|                                         | Karel Reinhard Leiningensko-Dagsbursko-Falkenburský        |  |                                     |                                                  |  |  |  |  |  |  |  |                                         |
|                                         |                                                            |  |                                     |                                                  |  |  |  |  |  |  |  |                                         |
|                                         |                                                            |  |                                     | Johana Magdalena z Hanau-Lichtenbergu            |  |  |  |  |  |  |  |                                         |
|                                         |                                                            |  |                                     |                                                  |  |  |  |  |  |  |  |                                         |
|                                         | Marie Luisa Albertina Leiningensko-Falkenbursko-Dagsburská |  |                                     |                                                  |  |  |  |  |  |  |  |                                         |
|                                         |                                                            |  |                                     |                                                  |  |  |  |  |  |  |  |                                         |
|                                         |                                                            |  |                                     | Ludvík ze Solms-Rödelheimu                       |  |  |  |  |  |  |  |                                         |
|                                         |                                                            |  |                                     |                                                  |  |  |  |  |  |  |  |                                         |
|                                         | Kateřina Polyxena ze Solms-Rödelheimu a Assenheimu         |  |                                     |                                                  |  |  |  |  |  |  |  |                                         |
|                                         |                                                            |  |                                     |                                                  |  |  |  |  |  |  |  |                                         |
|                                         |                                                            |  |                                     | Šarlota Sibyla z Ahlefeldu                       |  |  |  |  |  |  |  |                                         |
|                                         |                                                            |  |                                     |                                                  |  |  |  |  |  |  |  |                                         |